# Дун Боди, Патрик
Патрик Дун Боди (кит. 董 博弟, 1882 — 9 июля 1900, Тайюань) — святой Римско-Католической Церкви, мученик.

## Биография
Патрик Дун Боди родился в 1882 году в католической семье. В 1893 году Патрик Дун Боди поступил в начальную Духовную семинарию в Дунэргоу. После прохождения двухлетнего начального богословского обучения его перевели в Высшую семинарию, находившуюся в городе Тайюань. В 1898 году вместе с епископом Франциском Фоголла, который путешествовал по Европе в поиске желающих поехать на миссию в Китай, участвовал в международной выставке китайской культуры в Турине. В 1899 году вернулся в Китай вместе с группой миссионеров.
В Китае в 1899 году началось ихэтуаньское восстание боксёров, во время которого стали преследоваться христиане, поэтому, чтобы не подвергать опасности семинаристов, обучавшихся в католической семинарии, Франциск Фоголла решил отпустить студентов по домам. Патрик Дун Боди не поехал домой и остался в семинарии. Вскоре епископ Франциск Фоголла был арестован по приказу губернатора Шаньси Юй Сяня вместе с другими двумя епископами Григорием Марией Грасси и Элиа Факкини и многочисленной группой католиков и протестантов, среди которых был также и Патрик Дун Боди. 9 июля 1900 года арестованные были казнены.

## Прославление
Патрик Дун Боди был беатифицирован 24 ноября 1946 года Римским Папой Пием XII и канонизирован 1 октября 2000 года Римским Папой Иоанном Павлом II вместе с группой 120 китайских мучеников.
День памяти в Католической Церкви — 9 июля.

## Источник
- George G. Christian OP, Augustine Zhao Rong and Companions, Martyrs of China, 2005, стр. 32 (недоступная ссылка)  (англ.)